# Saint-Urbain (Vandea)
Saint-Urbain è un comune francese di 1 599 abitanti situato nel dipartimento della Vandea nella regione dei Paesi della Loira.

## Società

### Evoluzione demografica
Abitanti censiti